# Härensås
Härensås är en bebyggelse sydost om Gemla i Bergunda socken i Växjö kommun i Kronobergs län. SCB avgränsade området som en del av tätorten Gemla till 2023 då den klassades som en separat småort.